# Конституция III года
Конституция III года (фр. Constitution de l'an III) — французская конституция, принятая Национальным конвентом 22 августа 1795 года.
Предыдущая конституция будучи принята народом, не приводилась, однако, в исполнение. Прежде чем разойтись, конвент принял новую конституцию, получившую название конституция III года. На новую конституцию оказали влияние предшествовавшие события, заставившие конвент исключить из «декларации прав» право сопротивления и дополнить её несколькими параграфами об обязанностях граждан, преимущественно морального характера. Хотя в принципе конституция III года и высказалась за всеобщую подачу голосов, но она возвращается к двойной системе выборов Конституции 1791 года. Желая избежать повторения тирании со стороны национального представительства, составители конституции III года разделили его на 2 палаты — Совет пятисот и Совет старейшин (из 250 членов): первый предлагал законы, второй утверждал их. Исполнительная власть поручалась Директории, состоявшей из пяти членов; вакансия, ежегодно открывавшаяся вследствие выхода одного из членов (по жребию), замещалась советом старейшин, из числа 10 кандидатов, представленных советом пятьсот. Директория имела право временно отрешать от должности или смещать выборные местные власти и назначать при них, для контроля, комиссаров. Депутаты не могли быть министрами. Директория не имела никакого влияния на законодательство и не могла распускать или отсрочивать заседания палат, точно так же, как и последние не имели права низлагать директоров.